# Nacer Bouhanni
Nacer Bouhanni (Épinal, Vosges, 25 de juliol de 1990) és un ciclista francès, professional des del 2011 fins al 2023.
En el seu palmarès destaca el Campionat de França en ruta del 2012, tres etapes al Giro d'Itàlia de 2014, dues a la Volta a Espanya de 2014 i una a la Volta a Espanya de 2018.
Al 2015 i al 2017 es va proclamar campió del calendari de l'UCI Europa Tour.

## Palmarès
- 2010
  - Vencedor d'una etapa al Tour de Gironda
- 2011
  - Vencedor d'una etapa a la Tropicale Amissa Bongo
- 2012
  -  Campió de França en ruta
  - 1r al Circuit de Lorena i vencedor d'una etapa
  - 1r a la Halle-Ingooigem
  - Vencedor d'una etapa a l'Étoile de Bessèges
  - Vencedor d'una etapa del Tour de Valònia
- 2013
  - 1r al Gran Premi de Fourmies
  - 1r al Tour de Vendée
  - 1r a la Val d'Ille U Classic 35
  - Vencedor de 3 etapes al Tour de Poitou-Charentes
  - Vencedor de 2 etapes al Tour de Pequín
  - Vencedor d'una etapa a la París-Niça
  - Vencedor d'una etapa al Tour d'Oman
  - Vencedor d'una etapa al Circuit de La Sarthe
- 2014
  - 1r al Gran Premi de Denain
  - Vencedor de 3 etapes al Giro d'Itàlia i  1r de la Classificació per punts
  - Vencedor de 2 etapes a la Volta a Espanya
  - Vencedor d'una etapa a la París-Niça
  - Vencedor d'una etapa a l'Étoile de Bessèges
  - Vencedor d'una etapa al Critèrium Internacional
  - Vencedor d'una etapa al Circuit de la Sarthe
  - Vencedor d'una etapa a l'Eneco Tour
- 2015
  - 1r a l'UCI Europa Tour
  - 1r a la Copa de França de ciclisme
  - 1r al Gran Premi de Denain
  - 1r a la Halle-Ingooigem
  - 1r al Circuit de Getxo
  - 1r al Gran Premi d'Isbergues
  - 1r al Premi Nacional de Clausura
  - Vencedor de 2 etapes al Circuit de la Sarthe
  - Vencedor de 2 etapes al Critèrium del Dauphiné
  - Vencedor de 2 etapes al Tour de l'Ain
- 2016
  - 1r al Tour de Picardia i vencedor de 2 etapes
  - 1r al Tour de Vendée
  - Vencedor de 2 etapes a la Volta a Catalunya
  - Vencedor d'una etapa a la París-Niça
  - Vencedor d'una etapa al Critèrium del Dauphiné
  - Vencedor d'una etapa a la Volta a Andalusia
  - Vencedor de 2 etapes al Tour de Poitou-Charentes
- 2017
  - 1r a l'UCI Europa Tour
  - 1r a la Nokere Koerse
  - 1r a la París-Camembert
  - 1r al Gran Premi de Fourmies
  - Vencedor d'una etapa a la Volta a Catalunya
  - Vencedor d'una etapa al Tour de Yorkshire
  - Vencedor d'una etapa al Tour de l'Ain
  - Vencedor d'una etapa al Tour de Poitou-Charentes
- 2018
  - 1r al Gran Premi Marcel Kint
  - Vencedor d'una etapa dels Quatre dies de Dunkerque
  - Vencedor de 2 etapes als Boucles de la Mayenne
  - Vencedor d'una etapa a la Ruta d'Occitània
  - Vencedor d'una etapa a la Volta a Espanya
- 2020
  - 1r a la Copa de França de ciclisme
  - 1r al Gran Premi d'Isbergues-Pas de Calais
  - 1r a la París-Chauny
  - Vencedor d'una etapa al Tour d'Aràbia Saudita
  - Vencedor d'una etapa al Tour La Provence
- 2022
  - 1r a la Roue tourangelle

### Resultats a la Volta a Espanya
- 2012. Abandona (13a etapa)
- 2014. Abandona (14a etapa). Vencedor de 2 etapes
- 2015. Abandona (8a etapa)
- 2018. Vencedor d'una etapa
- 2018. Abandona (11a etapa)

### Resultats al Giro d'Itàlia
- 2013. No surt (13a etapa)
- 2014. 140è de la classificació general. Vencedor de 3 etapes i  1r de la Classificació per punts

### Resultats al Tour de França
- 2013. Abandona (6a etapa) per una gastroenteritis[4]
- 2015. Abandona (5a etapa) per caiguda.[5]
- 2017. 138è de la classificació general
- 2021. Abandona (15a etapa)